# Thomas Gandorfer
Thomas Gandorfer (* 9. Juni 1959 in Landshut) ist ein ehemaliger deutscher Eishockeyspieler. Er war Verteidiger in der Eishockey-Bundesliga.

## Laufbahn
Gandorfer spielte mit einer kurzen Zwischenstation bei dem Mannheimer ERC in der Saison 1984/85 ab der Saison 1979/80 bis zur Saison 1989/90 durchgehend bei der Mannschaft des EV Landshut. Mit der Mannschaft aus Landshut wurde 1983 Deutscher Eishockeymeister. Mit der Mannschaft aus Mannheim wurde er in seiner einzigen Saison dort Deutscher Eishockey-Vizemeister. Gandorfer lief in elf Spielen für die deutsche Eishockeynationalmannschaft auf und nahm auch an der Eishockey-Weltmeisterschaft 1983 teil. 1990 beendete Gandorfer seine Laufbahn.